# Philippe Boucher
Philippe Boucher (Kanada, Québec, St. Apollinaire, 1973. március 24. –) francia-kanadai jégkorongozó.

## Karrierje

### Amatőrként
A komolyabb karrierjét a QMJHL-ben kezdte a Granby Bisons-ban 1990-ben. Az első szezonja nagyszerűen sikerült. Majdnem pont/mérkőzés átlagja volt és elnyerte a liga legjobb újonca díjat valamint nevezték a QMJHL All-Star második csapatába. A második szezon még jobban sikerült. Ekkor 65 mérkőzésen 77 pontot szerzett a Granby Bisons és a Laval Titan csapatában. Megint nevezték a QMJHL All-Star második csapatába. Még egy szezont töltött ebben a ligában két gárdában is játszva.

### Profiként
A Buffalo Sabres választotta ki az 1991-es NHL-drafton az első kör 13. helyén. Az NHL-ben az 1992–1993-as szezonban mutatkozott be. Egy-két jó mérkőzés és egy olyan meccs után amin +5-ös volt a +/- mutatója a szezont az AHL-ben szereplő Rochester Americansben fejezte be. Az 1994–1995-ös szezon közben a Los Angeles Kings-be került. Itt a statisztikai mutatói jobbak lettek de még mindig nem játszhatott végig egy teljes szezont. Először az IHL-ben szereplő Phoenix Roadrunnersbe majd ugyanebben a ligában játszó Long Beach Ice Dogshoz és a Manitoba Moose-hoz került. A Kings-szel nyolc szezont töltött el és egyszer játszott 80 meccses szezont az NHL-ben. 2002. július 2-án a Dallas Stars szabadügynökként leigazolta és 2008. november 16-ig a csapat tagja volt. Eközben minden évben bejutottak a rájátszásba. Legjobb szezonja a 2006–2007-es volt, amikor 19 gólt ütött és 32 gólpasszt adott, így lett 51 pontja. Emellett 104 perc büntetése is volt. Jó játékának köszönhetően játszhatott az All-Star gálán. A 2004–2005-ös NHL-lockout idején nem játszott sehol. A Pittsburgh Penguinsszel 2009-ben megnyerte a Stanley-kupát és 2009. szeptember 3-án bejelentette visszavonulását.

## Edzői pályafutás
2011-ben a QMJHL-es Rimouski Océanic általános menedzsere (GM) lett. Ezt a posztot a következő évben is betöltötte. Jó munkájának köszönhetően elnyerte a Maurice Filion-trófeát, amit a legjobb GM-nek ítélnek oda. 2013 végén a szintén QMJHL-es Québec Rempartshoz került, mint GM és edző egyszerre. Jelenleg is ennél a csapatnál dolgozik ebben a pozícióban.

## Díjai
- QMJHL Az Év Újonca (RDS-kupa): 1991
- Michael Bossy-trófea: 1991
- QMJHL Második All-Star Csapat: 1991, 1992
- NHL All-Star Gála: 2007
- Stanley-kupa: 2009
- Maurice Filion-trófea: 2013

## Statisztika
| 1990–1991         | Granby Bisons       | QMJHL             | 69  | 21 | 46  | 67  | 92  | —  | — | —  | —  | —  |
| 1991–1992         | Granby Bisons       | QMJHL             | 49  | 22 | 37  | 59  | 47  | —  | — | —  | —  | —  |
| 1991–1992         | Laval Titan         | QMJHL             | 16  | 7  | 11  | 18  | 36  | —  | — | —  | —  | —  |
| 1992–1993         | Laval Titan         | QMJHL             | 16  | 12 | 15  | 27  | 37  | —  | — | —  | —  | —  |
| 1992–1993         | Rochester Americans | AHL               | 5   | 4  | 3   | 7   | 8   | 3  | 0 | 1  | 1  | 2  |
| 1992–1993         | Buffalo Sabres      | NHL               | 18  | 0  | 4   | 4   | 14  | —  | — | —  | —  | —  |
| 1993–1994         | Rochester Americans | AHL               | 31  | 10 | 22  | 32  | 51  | —  | — | —  | —  | —  |
| 1993–1994         | Buffalo Sabres      | NHL               | 38  | 6  | 8   | 14  | 29  | 7  | 1 | 1  | 2  | 2  |
| 1994–1995         | Rochester Americans | AHL               | 43  | 14 | 27  | 41  | 26  | —  | — | —  | —  | —  |
| 1994–1995         | Buffalo Sabres      | NHL               | 9   | 1  | 4   | 5   | 0   | —  | — | —  | —  | —  |
| 1994–1995         | Los Angeles Kings   | NHL               | 6   | 1  | 0   | 1   | 4   | —  | — | —  | —  | —  |
| 1995–1996         | Phoenix Roadrunners | IHL               | 10  | 4  | 3   | 7   | 4   | —  | — | —  | —  | —  |
| 1995–1996         | Los Angeles Kings   | NHL               | 53  | 7  | 16  | 23  | 31  | —  | — | —  | —  | —  |
| 1996–1997         | Los Angeles Kings   | NHL               | 60  | 7  | 18  | 25  | 25  | —  | — | —  | —  | —  |
| 1997–1998         | Long Beach Ice Dogs | IHL               | 2   | 0  | 1   | 1   | 4   | —  | — | —  | —  | —  |
| 1997–1998         | Los Angeles Kings   | NHL               | 45  | 6  | 10  | 16  | 49  | —  | — | —  | —  | —  |
| 1998–1999         | Los Angeles Kings   | NHL               | 45  | 2  | 6   | 8   | 32  | —  | — | —  | —  | —  |
| 1999–2000         | Long Beach Ice Dogs | IHL               | 14  | 4  | 11  | 15  | 8   | 6  | 0 | 9  | 9  | 8  |
| 1999–2000         | Los Angeles Kings   | NHL               | 1   | 0  | 0   | 0   | 0   | —  | — | —  | —  | —  |
| 2000–2001         | Manitoba Moose      | IHL               | 45  | 10 | 22  | 32  | 39  | —  | — | —  | —  | —  |
| 2000–2001         | Los Angeles Kings   | NHL               | 22  | 2  | 4   | 6   | 20  | 13 | 0 | 1  | 1  | 2  |
| 2001–2002         | Los Angeles Kings   | NHL               | 80  | 7  | 23  | 30  | 94  | 5  | 0 | 1  | 1  | 2  |
| 2002–2003         | Dallas Stars        | NHL               | 80  | 7  | 20  | 27  | 94  | 11 | 1 | 2  | 3  | 11 |
| 2003–2004         | Dallas Stars        | NHL               | 70  | 8  | 16  | 24  | 64  | 5  | 1 | 0  | 1  | 6  |
| 2005–2006         | Dallas Stars        | NHL               | 66  | 16 | 27  | 43  | 77  | 5  | 0 | 1  | 1  | 2  |
| 2006–2007         | Dallas Stars        | NHL               | 76  | 19 | 32  | 51  | 104 | 7  | 0 | 1  | 1  | 6  |
| 2007–2008         | Dallas Stars        | NHL               | 38  | 2  | 12  | 14  | 26  | 3  | 0 | 0  | 0  | 4  |
| 2008–2009         | Dallas Stars        | NHL               | 16  | 0  | 3   | 3   | 15  | —  | — | —  | —  | —  |
| 2008–2009         | Pittsburgh Penguins | NHL               | 25  | 3  | 3   | 6   | 24  | 9  | 1 | 3  | 4  | 4  |
| QMJHL Összesített | QMJHL Összesített   | QMJHL Összesített | 150 | 62 | 99  | 161 | 212 | —  | — | —  | —  | —  |
| IHL Összesített   | IHL Összesített     | IHL Összesített   | 71  | 18 | 37  | 55  | 55  | 6  | 0 | 9  | 9  | 8  |
| AHL Összesített   | AHL Összesített     | AHL Összesített   | 79  | 28 | 62  | 80  | 85  | 3  | 0 | 1  | 1  | 2  |
| NHL Összesített   | NHL Összesített     | NHL Összesített   | 748 | 94 | 206 | 300 | 702 | 65 | 4 | 10 | 14 | 39 |